# Chapelle Saint-Just de Saint-Pierre-Montlimart
La chapelle Saint-Just est une chapelle située à Saint-Pierre-Montlimart, en France.

## Localisation
La chapelle est située dans le département français de Maine-et-Loire, sur la commune de Saint-Pierre-Montlimart.

## Historique
L'édifice est inscrit au titre des monuments historiques en 1984.